# 1990年代上海
20世纪90年代开始，由于“浦东开发开放”的启动，上海进入了全新的发展时期。今天上海的大批基础建设都由这个时期开始兴建。

## 政治
政治方面，上海由于在时任市长朱镕基的领导下于89年的时候未经历较严重的政治波动，因而政治方面的起步十分稳定。
1992年，国务院批复上海市人民政府递交的报告，批准浦东开发开放，成立单独的浦东新区。浦东新区成立之初并未立即成立相应的人民政府，而是以浦东新区管理委员会的组织机构体系对辖区内进行管理。

## 公共建设

### 交通
1993年5月28日，上海地铁1号线（新龙华站-徐家汇站）正式开通，上海成为中国大陆第三个开通轨交系统的城市（晚于北京地铁和天津地铁）。

## 事故
- 1999年4月15日，大韓航空一架MD-11貨機從上海虹橋機場起飛后不久在莘莊墜毀，8人死亡。